# (48070) Zizza
(48070) Zizza (2001 FB4) – planetoida z grupy pasa głównego asteroid okrążająca Słońce w ciągu 4,83 lat w średniej odległości 2,85 j.a. Odkryta 19 marca 2001 roku.